# Onze-Lieve-Vrouw van Bijstandkerk (Walem)

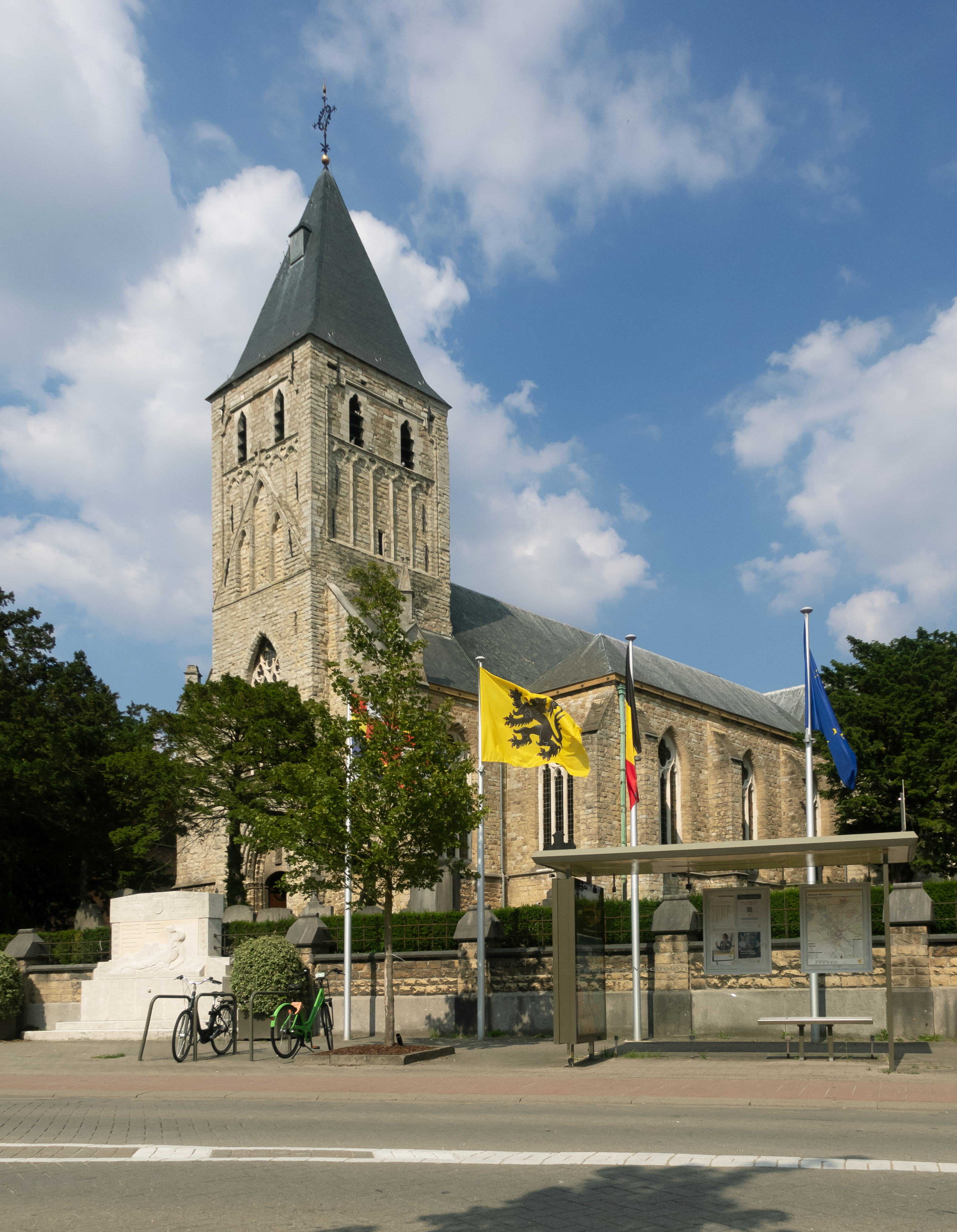
Onze-Lieve-Vrouw van Bijstandkerk

De Onze-Lieve-Vrouw van Bijstandkerk is de parochiekerk van de tot de Antwerpse gemeente Mechelen behorende plaats Walem, gelegen aan de Koning Albertstraat 58.

## Geschiedenis
In 1203 werd de eerste kerk van Walem ingewijd. Delen van de huidige toren zouden volgens sommigen uit die tijd stammen, maar anderen voeren de 14e eeuw aan. De romaanse kerk had aanvankelijk drie beuken die later samengevoegd werden tot één brede beuk. In 1542 werd de kerk in brand gestoken door de troepen van Maarten van Rossum. In 1546 werd de kerk weer in gebruik genomen. In 1576 werd hij wederom in brand gestoken door Spaanse troepen en in 1580 totaal vernield door de Calvinisten.
In 1617-1618 werd de kerk hersteld. Ook werden toen zijbeuken toegevoegd. In 1833 werd het koor in baksteen herbouwd en in 1869 werd het noordertransept verlengd naar ontwerp van Joseph Schadde.
In 1911 werd de oude kerk afgebroken, waarbij de toren, het koor en het transept bleven gespaard. In 1912 werd de nieuwe kerk in neogotische stijl, naar ontwerp van Edward Careels, in gebruik genomen.
De kerk werd tijdens de Eerste Wereldoorlog zwaar beschadigd, en werd hersteld in 1921. In 1952 brandde de kerk evenwel uit ten gevolge van blikseminslag. De toren bleef behouden en de kerk werd hersteld naar ontwerp van Joseph Willems, waarbij een vereenvoudigde interpretatie van de neogotiek werd gehanteerd.

## Gebouw
Het betreft een neogotische driebeukige kruiskerk van 1956-1957 met ingebouwde gotische toren waarvan de oudste dele uit de 13e of 14e eeuw stammen. De kerk is opgetrokken in zandsteen en natuursteen.
De toren heeft vier geledingen en een ingesnoerd tentdak. De kerk heeft een vijfzijdig afgesloten koor.
Het kerkmeubilair, dat eerder verloren is gegaan door de brand, stamt uit 1957.

## Begraafplaats
Op de begraafplaats herinneren verschillende monumenten aan het oorlogsleed van de Eerste Wereldoorlog.
Aan de kerkhofmuur staat een grafmonument ter ere van de gesneuvelde soldaten met inscriptie: "1914-1918 GEMEENTE WAELHEM AAN HARE HELDEN".
Op de begraafplaats zelf staat het graf van Désiré Isidoor Emiel Carbonez, een soldaat die omkwam op 30 september 1914 te Walem. 
In 2018 werd ter herdenking van het einde van de Eerste Wereldoorlog een winterlinde (tilia cordata) aangeplant als vredesboom.